# Port lotniczy Anqing
Port lotniczy Anqing (IATA: AQG, ICAO: ZSAQ) – port lotniczy położony 6,3 km od Anqing, w prowincji Anhui, w Chińskiej Republice Ludowej.

## Linie lotnicze i połączenia
| Linia Lotnicza          | Kierunek                                 |
| ----------------------- | ---------------------------------------- |
| Chengdu Airlines        | 1. Chengdu-Tianfu 2. Wenzhou             |
| China Southern Airlines | 1. Guangzhou                             |
| Hainan Airlines         | 1. Pekin 2. Haikou                       |
| Lucky Air               | 1. Kunming 2. Ningbo-Lishe               |
| Okay Airways            | 1. Shenzhen 2. Tiencin                   |
| Tianjin Airlines        | 1. Guiyang 2. Qingdao 3. Xiamen 4. Xi’an |